# 北冕座ρb
北冕座ρb是一颗位于北冕座、距离地球约57光年的系外行星。该行星环绕着一颗太阳相似体——黄矮星北冕座ρ运转。科学家于1997年4月发现该行星，它属于首批被发现的系外行星之一。该行星与其中央恒星的距离只有地球至太阳距离的五分之一，其轨道接近于圆周，轨道周期为40地球日。它的质量接近于木星质量，不过由于至今还不知道该行星的轨道离心率，所以该质量值仅为其质量下限。如果该行星的轨道平面即为环恒星盘平面，则其轨道倾角应为46°，真实质量则为1.5MJ。
2000年时，曾有科学家宣称，基于依巴谷卫星的观测数据，他们得出该行星的轨道倾角应为0.5°，相应的质量应为115MJ，这将使其毫无疑问地成为一颗红矮星。但是这一数据从统计学上来说是非常不可靠的，这一声明也未得到进一步的证明。